# Saint-Genest-Lachamp

Saint-Genest-Lachamp este o comună în departamentul Ardèche din sud-estul Franței. În 1 ianuarie 2022 avea o populație de 112 de locuitori.